# Skradin
Skradin (italsky Scardona, starořecky Σκάρδων) je malé město v Šibenicko-kninské župě v Chorvatsku asi 17 km severním směrem od města Šibeniku.
K roku 2011 žilo ve Skradinu 588 obyvatel, v celé připadající opčině pak 3 825 obyvatel. Podle sčítání lidu v roce 2011 tvořili 79,24 % obyvatel Chorvati a 17,75 % Srbové.

## Poloha
Přibližně kilometr od města se nad řekou Krkou klene Krkský most nejrušnější chorvatské dálnice A1.
Městečko se nachází na břehu širokého ústí řeky Krka do Prokljanského jezera a je jedním z přístupových míst k Národnímu parku Krka. Hlavní atrakcí parku je řada vodopádů Slapovi Krke, z nichž největší, Skradinski buk, byl pojmenován po Skradinu.

## Historie

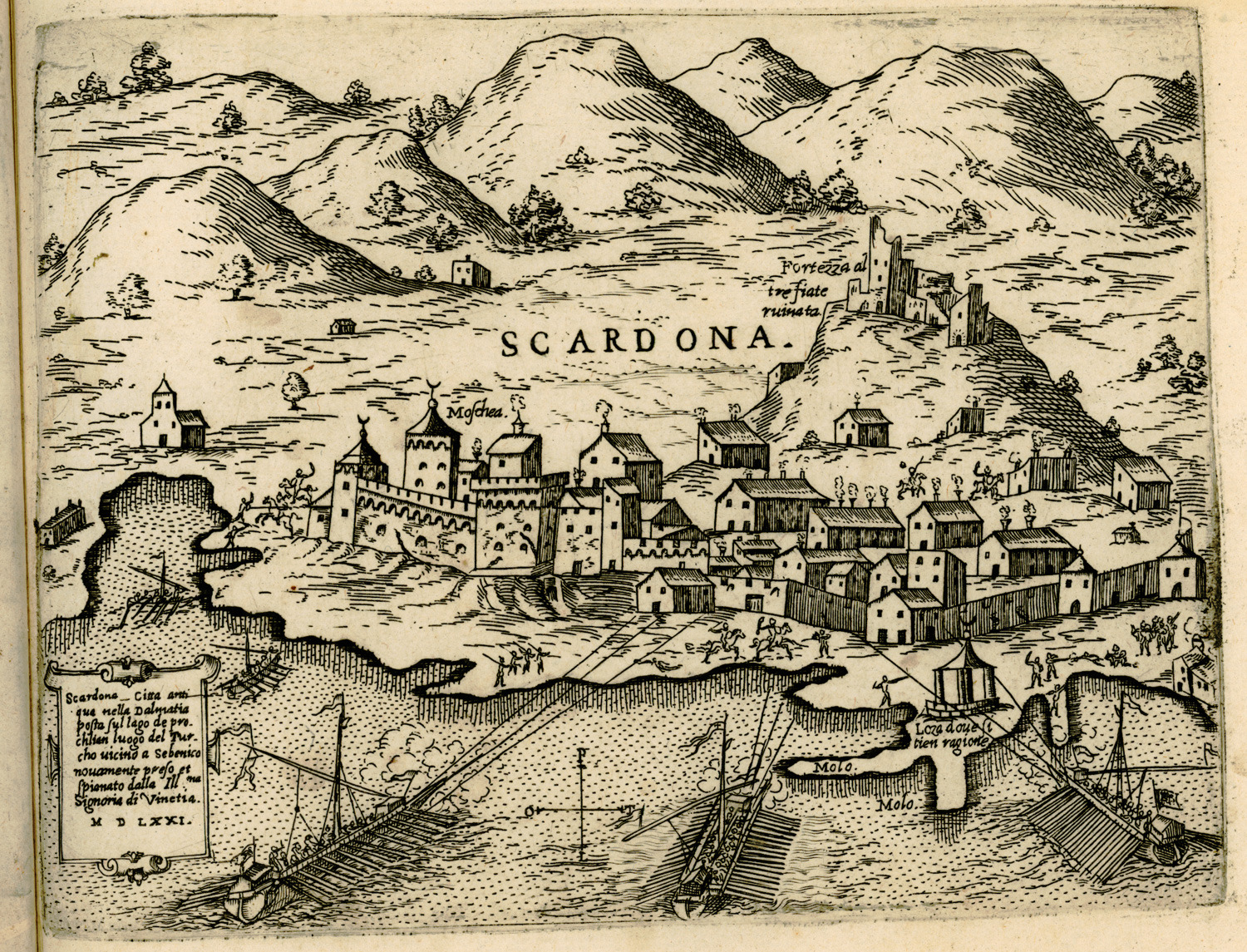
Skradin po osmanském dobytí v roce 1574, rytina Giovanni Francesco Camocio.

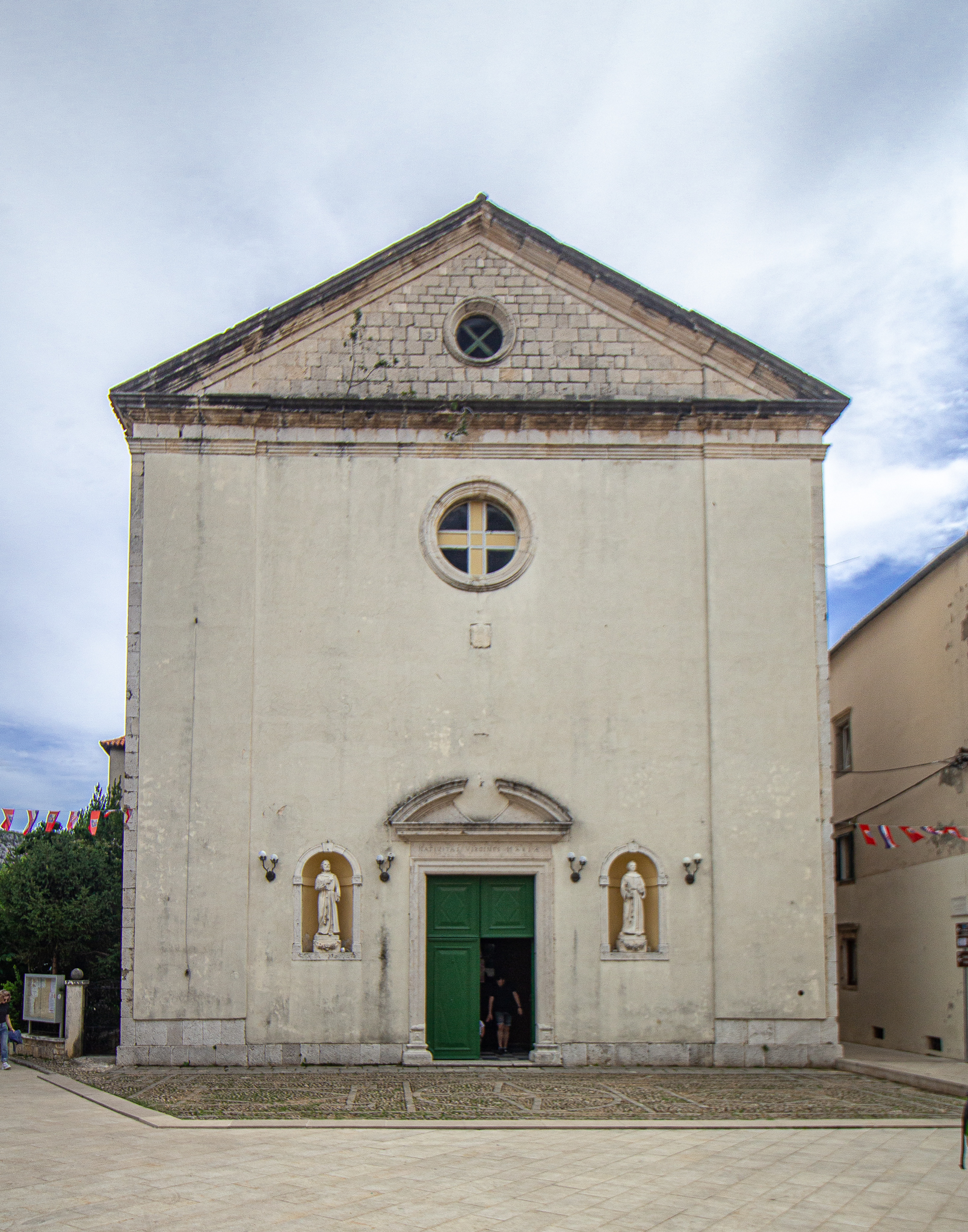
římskokatolický kostel Narození Panny Marie

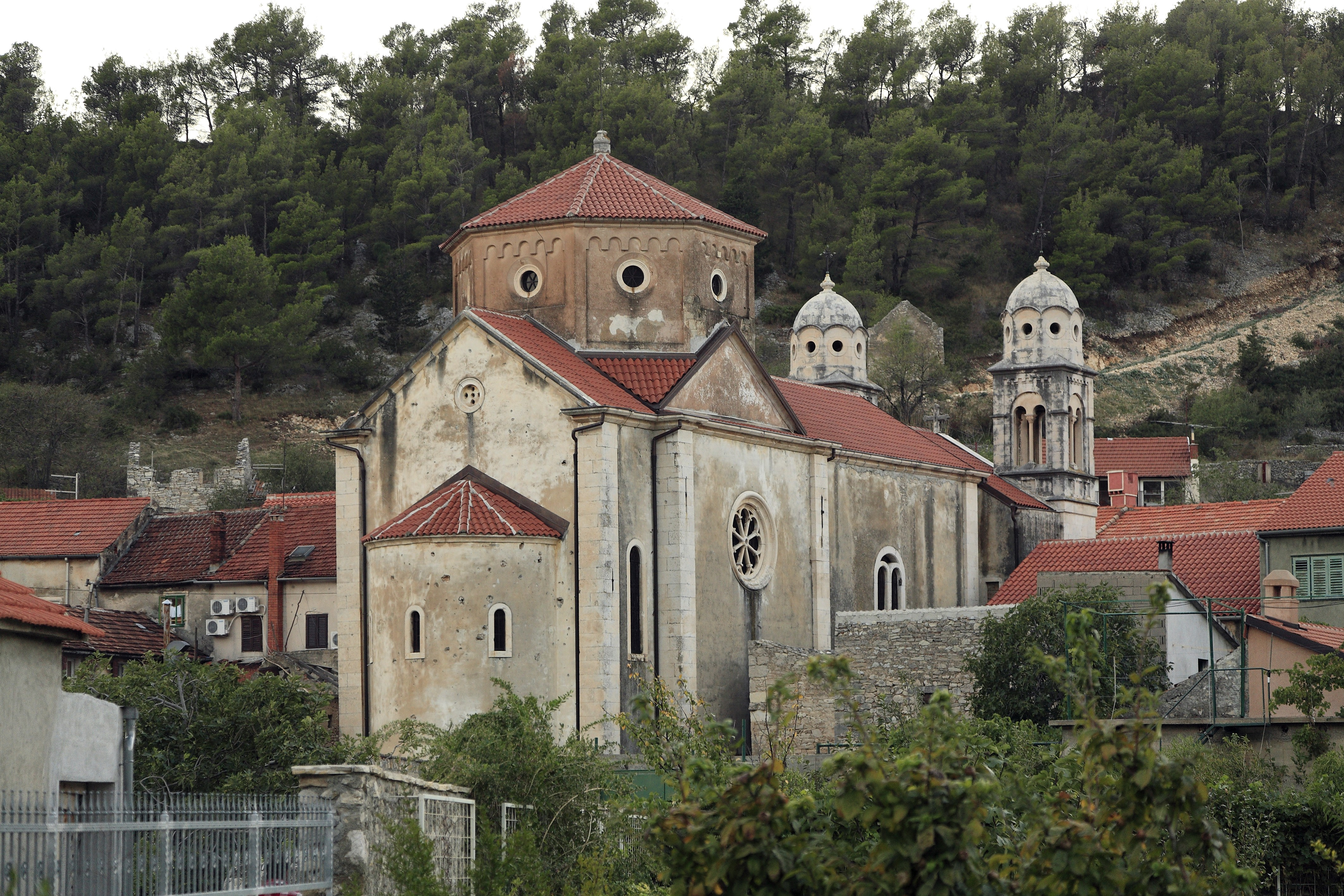
Pravoslavný chrám svatého Spyridona

Na území dnešního města se ve starověku existovalo ilyrské sídlo Scardona, které se řadí mezi nejstarší města dnešního Chorvatska. Nacházelo se na hranicích mezi kmenem Dalmátů a liburnskými kmeny. Sídlo bylo hlavním městem Liburnů, kdy neslo název Skardon. Ve 2. století se stalo součástí římské říše a stalo se administrativním a vojenským centrem regionu. Během období stěhování národů byla Scardona zničena.
V 9. století se zde usídlil slovanský kmen Chorvatů. Své jméno město Skradin získalo v 10. století. Ve středověku se město stalo jedním ze sídel významného rodu Šubićů z Bribiru.

### Skradin za vlády Šubićů
Na přelomu 13. a 14. století Skradin vzkvétal jako hlavní město bánů z rodu Šubićů, Pavla I. a Mladena II. Šubićovi vystavěli pevnost Turina na kopci s výhledem na skradinský přístav. Osadu pod pevností povýšili na svobodné město, v té době se také stalo komunou a získalo vlastní statut a samosprávu.   Město dále obohatili výstavbou několika štědře vybavených klášterů, ve kterých sídlili dominikáni, františkáni a další řády.

### Doba úpadku a osmanské nadvlády
Mezi lety 1522 až 1684 byl Skradin pod nadvládou Osmanské říše, než se v říjnu roku 1683 obyvatelstvo benátské Dalmácie, především Uskoci z Ravni kotari, chopilo zbraní a spolu s rajou (nižší třída) osmanských pohraničních oblastí povstalo a obsadilo Skradin, Karin, Vranu, Benkovac a Obrovac. Poté město ovládala Benátská republika, jíž zůstalo až do roku 1794.
Později bylo okupováno Napoleonem (První Francouzské císařství), ještě později se stalo součástí Rakouska-Uherska. Během této doby ztratil Skradin svůj význam jako centrum regionu, které se přesunulu do nedalekého Šibeniku a rozvoj města začal stagnovat.

## Osobnosti města

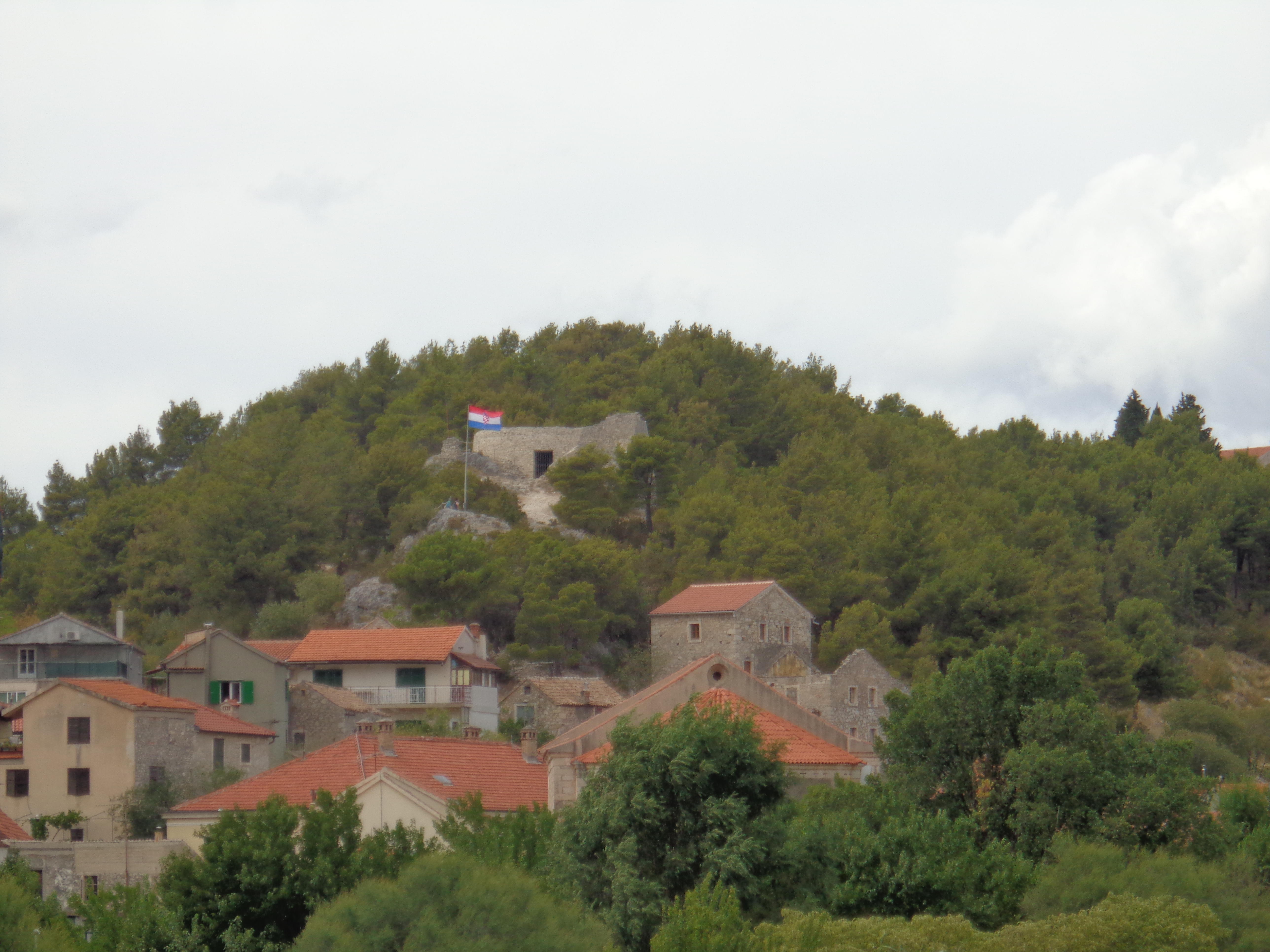
Pevnost Turina nad městem

- Giorgio Schiavone, původně Jurar Ćulinović (1433/1463-1504), chorvatský malíř období renesance
- Rüstem Paša (1500 nebo 1507–1561), osmanský politik narozený ve Skradinu